# 中央藥店

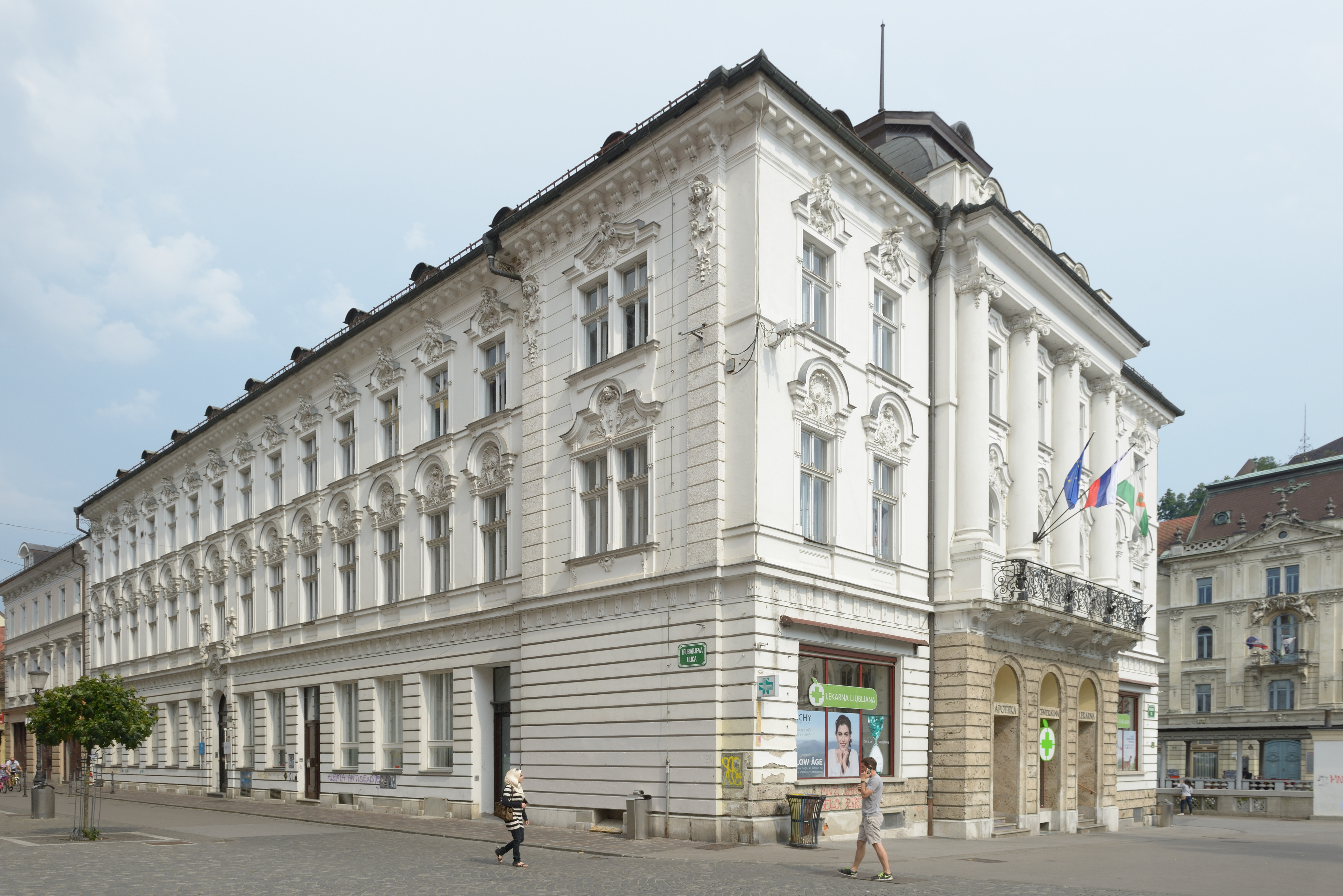
中央藥店

中央藥店是斯洛維尼亞首都盧比安納最著名的建築之一，位於市中心的普雷雪倫廣場。該建築又名市長宮。建築風格是新文藝復興式建築。

## 外部連結
- 维基共享资源上的相關多媒體資源：中央藥店

46°3′5.65″N 14°30′23.36″E / 46.0515694°N 14.5064889°E